# Longshi, Dazu
Longshi (kinesiska: 龙石) är en köping i sydvästra Kina. Den ligger i stadsdistriktet Dazu i storstadsområdet Chongqing, omkring 92 kilometer väster om det centrala stadsdistriktet Yuzhong. Antalet invånare är 10 477. Befolkningen består av 5 067 kvinnor och 5 410 män. Barn under 15 år utgör 20,0 %, vuxna 15-64 år 61 %, och äldre över 65 år 18,0 %.